# Кемпе, Рудольф
Рудольф Кемпе (нем. Rudolf Kempe; 1910―1976) ― немецкий дирижёр.

## Биография
В детстве обучался игре на фортепиано, скрипке и гобое. В 1924―1928 учился в Дрезденской Высшей школе музыки, по окончании которой поступил в оркестр Дортмундской оперы как гобоист, а уже через два месяца был принят в том же качестве в лейпцигский оркестр Гевандхауза, где работал семь лет. Участвовал в первых записях кантат И.С.Баха со Штраубе, играя на Гобое д’амур. Впервые встал за дирижёрский пульт в 1935 году на представлении оперы Альберта Лорцинга «Браконьер» в Лейпцигской опере. Постановка была успешной, и Кемпе был принят в труппу театра в качестве репетитора. Также продолжал выступать как гобоист, преимущественно в камерных ансамблях.
С 1942 был репетитором в оперном театре города Хемниц, а после окончания войны занял в нём пост генеральмузикдиректора (до 1948). В последующие годы работал в Веймарской опере (1949), Дрезденской государственной капелле (1949―1953, главный дирижёр), Баварской опере (1952―1954, главный дирижёр).
Мировую известность получил в сезоне 1951―1952, когда продирижировал в Венской опере спектаклями «Волшебная флейта» Моцарта, «Симон Бокканегра» Верди и «Каприччио» Р. Штрауса. С труппой Баварской оперы в 1953 дебютировал в лондонском театре «Ковент-Гарден», а через год руководил там же постановкой оперы Р. Штрауса «Саломея». Отказавшись принять место главного дирижёра «Ковент-Гардена», предложенное ему директором Дэвидом Уэбстером, Кемпе, тем не менее, вплоть до 1960 часто приезжал в этот театр с гастролями, пользуясь большим успехом. В 1954 прошли первые выступления Кемпе в США, а в 1960 он руководил постановкой тетралогии Вагнера «Кольцо нибелунга» на Байрёйтском фестивале.
В 1960 по приглашению Томаса Бичема принял пост дирижёра Королевского филармонического оркестра в Лондоне, а на следующий год стал его главным дирижёром. Руководил циклами концертов, посвящённых столетию со дня рождения Фредерика Делиуса в 1962 году. В 1963 он покидает свой пост, после реорганизации оркестра возвращается и с 1970 получает статус «пожизненного руководителя», но окончательно уходит в 1975. В эти годы работал также с цюрихским оркестром Тонхалле (1965―1972) и Мюнхенским филармоническим оркестром (с 1967). В сентябре 1975 получил место главного дирижёра Симфонического оркестра Би-Би-Си, но через несколько месяцев умер от инфаркта.
Дирижёрский почерк Кемпе характеризовался ясностью ритма, хорошим чувством темпа, чёткой фразировкой, сдержанностью и утончённостью выражения, что особенно ярко проявлялось при исполнении им музыки Вагнера. Он также был известен как выдающийся интерпретатор музыки Рихарда Штрауса. Дискография Кемпе включает, помимо этих композиторов, сочинения Бетховена, Брамса, Брукнера и других авторов.